# Rencontres de la Ligue des champions de l'UEFA 2012-2013
Cet article présente les résultats détaillés des rencontres de la Ligue des champions de l'UEFA 2012-2013.

## Phase de groupes
Les deux meilleures équipes de chaque groupe, soit seize équipes, se qualifient pour les huitièmes de finale tandis que les troisièmes de chaque groupe se qualifient pour les seizièmes de finale de la Ligue Europa.
Selon l'article 7.06 du règlement de la compétition, si deux équipes ou plus sont à égalité de points à l'issue des matchs de groupe, les critères suivants sont appliqués dans l'ordre pour départager :
1. plus grand nombre de points « particuliers » (obtenus dans les matchs de groupe disputés entre les équipes concernées) ;
2. meilleure différence de buts « particulière » (dans les matchs de groupe disputés entre les équipes concernées) ;
3. plus grand nombre de buts marqués à l’extérieur dans les matchs de groupe disputés entre les équipes concernées ;
4. meilleure différence de buts sur tous les matchs de groupe ;
5. plus grand nombre de buts marqués ;
6. plus grand nombre de points au coefficient UEFA.

Légende des classements
- Qualifié pour les huitièmes de finale
- Repêché en seizièmes de finale de la Ligue Europa

Légende des résultats
- Victoire à domicile
- Match nul
- Victoire à l'extérieur

### Groupe A
| Rang | Équipe              | Pts | J | G | N | P | Bp | Bc | Diff |  | Résultats (▼ dom., ► ext.) | Drapeau de la France | Drapeau du Portugal | Drapeau de l'Ukraine | Drapeau de la Croatie |
| ---- | ------------------- | --- | - | - | - | - | -- | -- | ---- |  | -------------------------- | -------------------- | ------------------- | -------------------- | --------------------- |
| 1    | Paris Saint-Germain | 15  | 6 | 5 | 0 | 1 | 14 | 3  | +11  |  | Paris Saint-Germain        |                      | 2-1                 | 4-1                  | 4-0                   |
| 2    | FC Porto            | 13  | 6 | 4 | 1 | 1 | 10 | 4  | +6   |  | FC Porto                   | 1-0                  |                     | 3-2                  | 3-0                   |
| 3    | Dynamo Kiev         | 5   | 6 | 1 | 2 | 3 | 6  | 10 | -4   |  | Dynamo Kiev                | 0-2                  | 0-0                 |                      | 2-0                   |
| 4    | Dinamo Zagreb       | 1   | 6 | 0 | 1 | 5 | 1  | 14 | -13  |  | Dinamo Zagreb              | 0-2                  | 0-2                 | 1-1                  |                       |

| 1re journée                      | Dinamo Zagreb | 0 - 2   | FC Porto               | Stade Maksimir, Zagreb                         |                                                |
| 18 septembre 2012 20 h 45 (CEST) |               | (0 - 1) | 41e Lucho · 90e Defour | Spectateurs : 4 683 Arbitrage : Daniele Orsato | Spectateurs : 4 683 Arbitrage : Daniele Orsato |
| 18 septembre 2012 20 h 45 (CEST) | Rapport       |         |                        | Spectateurs : 4 683 Arbitrage : Daniele Orsato | Spectateurs : 4 683 Arbitrage : Daniele Orsato |

|  | Paris SG                                                             | 4 - 1   | Dynamo Kiev | Parc des Princes, Paris                        |                                                |
|  | Ibrahimović 19e (pen.) · Thiago Silva 29e · Alex 33e · Pastore 90+1e | (3 - 0) | 87e Veloso  | Spectateurs : 42 536 Arbitrage : Björn Kuipers | Spectateurs : 42 536 Arbitrage : Björn Kuipers |
|  | Rapport                                                              |         |             | Spectateurs : 42 536 Arbitrage : Björn Kuipers | Spectateurs : 42 536 Arbitrage : Björn Kuipers |

| 2e journée                    | Dynamo Kiev                    | 2 - 0   | Dinamo Zagreb | Stade olympique de Kiev, Kiev                    |                                                  |
| 3 octobre 2012 20 h 45 (CEST) | Goussev 3e · Pivarić 33e (csc) | (2 - 0) |               | Spectateurs : 47 804 Arbitrage : Martin Atkinson | Spectateurs : 47 804 Arbitrage : Martin Atkinson |
| 3 octobre 2012 20 h 45 (CEST) | Rapport                        |         |               | Spectateurs : 47 804 Arbitrage : Martin Atkinson | Spectateurs : 47 804 Arbitrage : Martin Atkinson |

|  | FC Porto      | 1 - 0   | Paris SG | Stade du Dragon, Porto                       |                                              |
|  | Rodríguez 83e | (0 - 0) |          | Spectateurs : 36 509 Arbitrage : Howard Webb | Spectateurs : 36 509 Arbitrage : Howard Webb |
|  | Rapport       |         |          | Spectateurs : 36 509 Arbitrage : Howard Webb | Spectateurs : 36 509 Arbitrage : Howard Webb |

| 3e journée                     | FC Porto                      | 3 - 2   | Dynamo Kiev             | Stade du Dragon, Porto                          |                                                 |
| 24 octobre 2012 20 h 45 (CEST) | Varela 15e · Martínez 36e 78e | (2 - 1) | 21e Goussev · 72e Ideye | Spectateurs : 29 317 Arbitrage : Pavel Královec | Spectateurs : 29 317 Arbitrage : Pavel Královec |
| 24 octobre 2012 20 h 45 (CEST) | Rapport                       |         |                         | Spectateurs : 29 317 Arbitrage : Pavel Královec | Spectateurs : 29 317 Arbitrage : Pavel Královec |

|  | Dinamo Zagreb | 0 - 2   | Paris SG                    | Stade Maksimir, Zagreb                        |                                               |
|  |               | (0 - 2) | 33e Ibrahimović · 43e Ménez | Spectateurs : 9 325 Arbitrage : Fırat Aydınus | Spectateurs : 9 325 Arbitrage : Fırat Aydınus |
|  | Rapport       |         |                             | Spectateurs : 9 325 Arbitrage : Fırat Aydınus | Spectateurs : 9 325 Arbitrage : Fırat Aydınus |

| 4e journée                    | Dynamo Kiev | 0 - 0   | FC Porto | Stade olympique de Kiev, Kiev                             |                                                           |
| 6 novembre 2012 20 h 45 (CET) |             | (0 - 0) |          | Spectateurs : 34 386 Arbitrage : Alberto Undiano Mallenco | Spectateurs : 34 386 Arbitrage : Alberto Undiano Mallenco |
| 6 novembre 2012 20 h 45 (CET) | Rapport     |         |          | Spectateurs : 34 386 Arbitrage : Alberto Undiano Mallenco | Spectateurs : 34 386 Arbitrage : Alberto Undiano Mallenco |

|  | Paris SG                                        | 4 - 0   | Dinamo Zagreb | Parc des Princes, Paris                    |                                            |
|  | Alex 16e · Matuidi 61e · Ménez 65e · Hoarau 80e | (1 - 0) |               | Spectateurs : 41 060 Arbitrage : Paweł Gil | Spectateurs : 41 060 Arbitrage : Paweł Gil |
|  | Rapport                                         |         |               | Spectateurs : 41 060 Arbitrage : Paweł Gil | Spectateurs : 41 060 Arbitrage : Paweł Gil |

| 5e journée                     | FC Porto                              | 3 - 0   | Dinamo Zagreb | Stade du Dragon, Porto                             |                                                    |
| 21 novembre 2012 20 h 45 (CET) | Lucho 20e · Moutinho 67e · Varela 85e | (1 - 0) |               | Spectateurs : 27 603 Arbitrage : Paolo Tagliavento | Spectateurs : 27 603 Arbitrage : Paolo Tagliavento |
| 21 novembre 2012 20 h 45 (CET) | Rapport                               |         |               | Spectateurs : 27 603 Arbitrage : Paolo Tagliavento | Spectateurs : 27 603 Arbitrage : Paolo Tagliavento |

|  | Dynamo Kiev | 0 - 2   | Paris SG        | Stade olympique de Kiev, Kiev                   |                                                 |
|  |             | (0 - 1) | 45e 52e Lavezzi | Spectateurs : 36 712 Arbitrage : Wolfgang Stark | Spectateurs : 36 712 Arbitrage : Wolfgang Stark |
|  | Rapport     |         |                 | Spectateurs : 36 712 Arbitrage : Wolfgang Stark | Spectateurs : 36 712 Arbitrage : Wolfgang Stark |

| 6e journée                    | Dinamo Zagreb           | 1 - 1   | Dynamo Kiev      | Stade Maksimir, Zagreb                            |                                                   |
| 4 décembre 2012 20 h 45 (CET) | Krstanović 90+5e (pen.) | (0 - 1) | Yarmolenko 45+1e | Spectateurs : 3 663 Arbitrage : Stanislav Todorov | Spectateurs : 3 663 Arbitrage : Stanislav Todorov |
| 4 décembre 2012 20 h 45 (CET) | Rapport                 |         |                  | Spectateurs : 3 663 Arbitrage : Stanislav Todorov | Spectateurs : 3 663 Arbitrage : Stanislav Todorov |

|  | Paris SG                       | 2 - 1   | FC Porto     | Parc des Princes, Paris                        |                                                |
|  | Thiago Silva 29e · Lavezzi 61e | (1 - 1) | Martínez 33e | Spectateurs : 45 512 Arbitrage : Craig Thomson | Spectateurs : 45 512 Arbitrage : Craig Thomson |
|  | Rapport                        |         |              | Spectateurs : 45 512 Arbitrage : Craig Thomson | Spectateurs : 45 512 Arbitrage : Craig Thomson |

### Groupe B
| Rang | Équipe          | Pts | J | G | N | P | Bp | Bc | Diff |  | Résultats (▼ dom., ► ext.) | Drapeau de l'Allemagne | Drapeau de l'Angleterre | Drapeau de la Grèce | Drapeau de la France |
| ---- | --------------- | --- | - | - | - | - | -- | -- | ---- |  | -------------------------- | ---------------------- | ----------------------- | ------------------- | -------------------- |
| 1    | Schalke 04      | 12  | 6 | 3 | 3 | 0 | 10 | 6  | +4   |  | Schalke 04                 |                        | 2-2                     | 1-0                 | 2-2                  |
| 2    | Arsenal         | 10  | 6 | 3 | 1 | 2 | 10 | 8  | +2   |  | Arsenal                    | 0-2                    |                         | 3-1                 | 2-0                  |
| 3    | Olympiakos      | 9   | 6 | 3 | 0 | 3 | 9  | 9  | 0    |  | Olympiakos                 | 1-2                    | 2-1                     |                     | 3-1                  |
| 4    | Montpellier HSC | 2   | 6 | 0 | 2 | 4 | 6  | 12 | -6   |  | Montpellier HSC            | 1-1                    | 1-2                     | 1-2                 |                      |

| 1re journée                      | Montpellier HSC    | 1 - 2   | Arsenal                     | Stade de la Mosson, Montpellier                          |                                                          |
| 18 septembre 2012 20 h 45 (CEST) | Belhanda 9e (pen.) | (1 - 2) | 16e Podolski · 18e Gervinho | Spectateurs : 27 522 Arbitrage : Carlos Velasco Carballo | Spectateurs : 27 522 Arbitrage : Carlos Velasco Carballo |
| 18 septembre 2012 20 h 45 (CEST) | Rapport            |         |                             | Spectateurs : 27 522 Arbitrage : Carlos Velasco Carballo | Spectateurs : 27 522 Arbitrage : Carlos Velasco Carballo |

|  | Olympiakos | 1 - 2   | Schalke 04                  | Stade Karaïskaki, Le Pirée                                |                                                           |
|  | Abdoun 58e | (0 - 1) | 41e Höwedes · 59e Huntelaar | Spectateurs : 30 922 Arbitrage : David Fernandez Borbalán | Spectateurs : 30 922 Arbitrage : David Fernandez Borbalán |
|  | Rapport    |         |                             | Spectateurs : 30 922 Arbitrage : David Fernandez Borbalán | Spectateurs : 30 922 Arbitrage : David Fernandez Borbalán |

| 2e journée                    | Schalke 04                         | 2 - 2   | Montpellier HSC             | Veltins-Arena, Gelsenkirchen                      |                                                   |
| 3 octobre 2012 20 h 45 (CEST) | Draxler 26e · Huntelaar 53e (pen.) | (1 - 1) | 13e Aït-Fana · 90+1e Camara | Spectateurs : 50 004 Arbitrage : Sergueï Karassev | Spectateurs : 50 004 Arbitrage : Sergueï Karassev |
| 3 octobre 2012 20 h 45 (CEST) | Rapport                            |         |                             | Spectateurs : 50 004 Arbitrage : Sergueï Karassev | Spectateurs : 50 004 Arbitrage : Sergueï Karassev |

|  | Arsenal                                    | 3 - 1   | Olympiakos    | Emirates Stadium, Londres                          |                                                    |
|  | Gervinho 42e · Podolski 56e · Ramsey 90+2e | (1 - 1) | 45e Mítroglou | Spectateurs : 60 034 Arbitrage : Svein Oddvar Moen | Spectateurs : 60 034 Arbitrage : Svein Oddvar Moen |
|  | Rapport                                    |         |               | Spectateurs : 60 034 Arbitrage : Svein Oddvar Moen | Spectateurs : 60 034 Arbitrage : Svein Oddvar Moen |

| 3e journée                     | Arsenal | 0 - 2   | Schalke 04                  | Emirates Stadium, Londres                       |                                                 |
| 24 octobre 2012 20 h 45 (CEST) |         | (0 - 0) | 76e Huntelaar · 86e Afellay | Spectateurs : 60 049 Arbitrage : Jonas Eriksson | Spectateurs : 60 049 Arbitrage : Jonas Eriksson |
| 24 octobre 2012 20 h 45 (CEST) | Rapport |         |                             | Spectateurs : 60 049 Arbitrage : Jonas Eriksson | Spectateurs : 60 049 Arbitrage : Jonas Eriksson |

|  | Montpellier HSC | 1 - 2   | Olympiakos                      | Stade de la Mosson, Montpellier                 |                                                 |
|  | Charbonnier 49e | (0 - 0) | 73e Torosídis · 90+1e Mítroglou | Spectateurs : 22 834 Arbitrage : Daniele Orsato | Spectateurs : 22 834 Arbitrage : Daniele Orsato |
|  | Rapport         |         |                                 | Spectateurs : 22 834 Arbitrage : Daniele Orsato | Spectateurs : 22 834 Arbitrage : Daniele Orsato |

| 4e journée                     | Schalke 04                   | 2 - 2   | Arsenal                  | Veltins-Arena, Gelsenkirchen                    |                                                 |
| 6 novembre 2012 20 h 45 (CEST) | Huntelaar 45+2e · Farfán 67e | (1 - 2) | 18e Walcott · 26e Giroud | Spectateurs : 54 142 Arbitrage : Nicola Rizzoli | Spectateurs : 54 142 Arbitrage : Nicola Rizzoli |
| 6 novembre 2012 20 h 45 (CEST) | Rapport                      |         |                          | Spectateurs : 54 142 Arbitrage : Nicola Rizzoli | Spectateurs : 54 142 Arbitrage : Nicola Rizzoli |

|  | Olympiakos                             | 3 - 1   | Montpellier HSC     | Stade Karaïskaki, Le Pirée                        |                                                   |
|  | Machado 4e · Greco 80e · Mítroglou 82e | (1 - 0) | 66e (pen.) Belhanda | Spectateurs : 28 217 Arbitrage : Marijo Strahonja | Spectateurs : 28 217 Arbitrage : Marijo Strahonja |
|  | Rapport                                |         |                     | Spectateurs : 28 217 Arbitrage : Marijo Strahonja | Spectateurs : 28 217 Arbitrage : Marijo Strahonja |

| 5e journée                      | Arsenal                     | 2 - 0   | Montpellier HSC | Emirates Stadium, Londres                      |                                                |
| 21 novembre 2012 20 h 45 (CEST) | Wilshere 49e · Podolski 63e | (0 - 0) |                 | Spectateurs : 59 760 Arbitrage : Fırat Aydınus | Spectateurs : 59 760 Arbitrage : Fırat Aydınus |
| 21 novembre 2012 20 h 45 (CEST) | Rapport                     |         |                 | Spectateurs : 59 760 Arbitrage : Fırat Aydınus | Spectateurs : 59 760 Arbitrage : Fırat Aydınus |

|  | Schalke 04 | 1 - 0   | Olympiakos | Veltins-Arena, Gelsenkirchen                   |                                                |
|  | Fuchs 77e  | (0 - 0) |            | Spectateurs : 52 524 Arbitrage : Björn Kuipers | Spectateurs : 52 524 Arbitrage : Björn Kuipers |
|  | Rapport    |         |            | Spectateurs : 52 524 Arbitrage : Björn Kuipers | Spectateurs : 52 524 Arbitrage : Björn Kuipers |

| 6e journée                     | Montpellier HSC | 1 - 1   | Schalke 04  | Stade de la Mosson, Montpellier                      |                                                      |
| 4 décembre 2012 20 h 45 (CEST) | Herrera 59e     | (0 - 0) | Höwedes 56e | Spectateurs : 23 142 Arbitrage : Antonio Mateu Lahoz | Spectateurs : 23 142 Arbitrage : Antonio Mateu Lahoz |
| 4 décembre 2012 20 h 45 (CEST) | Rapport         |         |             | Spectateurs : 23 142 Arbitrage : Antonio Mateu Lahoz | Spectateurs : 23 142 Arbitrage : Antonio Mateu Lahoz |

|  | Olympiakos                   | 2 - 1   | Arsenal     | Stade Karaïskaki, Le Pirée                                |                                                           |
|  | Maniátis 64e · Mítroglou 73e | (0 - 1) | Rosický 38e | Spectateurs : 28 128 Arbitrage : Alberto Undiano Mallenco | Spectateurs : 28 128 Arbitrage : Alberto Undiano Mallenco |
|  | Rapport                      |         |             | Spectateurs : 28 128 Arbitrage : Alberto Undiano Mallenco | Spectateurs : 28 128 Arbitrage : Alberto Undiano Mallenco |

### Groupe C
| Rang | Équipe                   | Pts | J | G | N | P | Bp | Bc | Diff |  | Résultats (▼ dom., ► ext.) | Drapeau de l'Espagne | Drapeau de l'Italie | Drapeau de la Russie | Drapeau de la Belgique |
| ---- | ------------------------ | --- | - | - | - | - | -- | -- | ---- |  | -------------------------- | -------------------- | ------------------- | -------------------- | ---------------------- |
| 1    | Málaga CF                | 12  | 6 | 3 | 3 | 0 | 12 | 5  | +7   |  | Málaga CF                  |                      | 1-0                 | 3-0                  | 2-2                    |
| 2    | AC Milan                 | 8   | 6 | 2 | 2 | 2 | 7  | 6  | +1   |  | AC Milan                   | 1-1                  |                     | 0-1                  | 0-0                    |
| 3    | Zénith Saint-Pétersbourg | 7   | 6 | 2 | 1 | 3 | 6  | 9  | -3   |  | Zénith Saint-Pétersbourg   | 2-2                  | 2-3                 |                      | 1-0                    |
| 4    | RSC Anderlecht           | 5   | 6 | 1 | 2 | 3 | 4  | 9  | -5   |  | RSC Anderlecht             | 0-3                  | 1-3                 | 1-0                  |                        |

| 1re journée                      | AC Milan | 0 - 0   | RSC Anderlecht | Stade San Siro, Milan                           |                                                 |
| 18 septembre 2012 20 h 45 (CEST) |          | (0 - 0) |                | Spectateurs : 27 593 Arbitrage : William Collum | Spectateurs : 27 593 Arbitrage : William Collum |
| 18 septembre 2012 20 h 45 (CEST) | Rapport  |         |                | Spectateurs : 27 593 Arbitrage : William Collum | Spectateurs : 27 593 Arbitrage : William Collum |

|  | Málaga CF                 | 3 - 0   | Zénith Saint-Pétersbourg | Stade La Rosaleda, Malaga                         |                                                   |
|  | Isco 3e 76e · Saviola 13e | (2 - 0) |                          | Spectateurs : 23 670 Arbitrage : Mark Clattenburg | Spectateurs : 23 670 Arbitrage : Mark Clattenburg |
|  | Rapport                   |         |                          | Spectateurs : 23 670 Arbitrage : Mark Clattenburg | Spectateurs : 23 670 Arbitrage : Mark Clattenburg |

| 2e journée                 | Zénith Saint-Pétersbourg | 2 - 3   | AC Milan                                             | Stade Petrovski, Saint-Pétersbourg           |                                              |
| 3 octobre 2012 18 h (CEST) | Hulk 45e · Chirokov 49e  | (1 - 2) | 13e Emanuelson · 16e El Shaarawy · 76e (csc) Hubočan | Spectateurs : 21 703 Arbitrage : Felix Brych | Spectateurs : 21 703 Arbitrage : Felix Brych |
| 3 octobre 2012 18 h (CEST) | Rapport                  |         |                                                      | Spectateurs : 21 703 Arbitrage : Felix Brych | Spectateurs : 21 703 Arbitrage : Felix Brych |

|              | RSC Anderlecht | 0 - 3   | Málaga CF                           | Stade Constant Vanden Stock, Bruxelles         |                                                |
| 20h45 (CEST) |                | (0 - 1) | 45e 64e Eliseu · 57e (pen.) Joaquín | Spectateurs : 18 000 Arbitrage : Viktor Kassai | Spectateurs : 18 000 Arbitrage : Viktor Kassai |
| 20h45 (CEST) | Rapport        |         |                                     | Spectateurs : 18 000 Arbitrage : Viktor Kassai | Spectateurs : 18 000 Arbitrage : Viktor Kassai |

| 3e journée                   | Zénith Saint-Pétersbourg | 1 - 0   | RSC Anderlecht | Stade Petrovski, Saint-Pétersbourg          |                                             |
| 24 octobre 2012 18h00 (CEST) | Kerjakov 72e (pen.)      | (0 - 0) |                | Spectateurs : 18 034 Arbitrage : Ivan Bebek | Spectateurs : 18 034 Arbitrage : Ivan Bebek |
| 24 octobre 2012 18h00 (CEST) | Rapport                  |         |                | Spectateurs : 18 034 Arbitrage : Ivan Bebek | Spectateurs : 18 034 Arbitrage : Ivan Bebek |

|              | Málaga CF   | 1 - 0   | AC Milan | Stade La Rosaleda, Malaga                      |                                                |
| 20h45 (CEST) | Joaquín 64e | (0 - 0) |          | Spectateurs : 27 683 Arbitrage : Pedro Proença | Spectateurs : 27 683 Arbitrage : Pedro Proença |
| 20h45 (CEST) | Rapport     |         |          | Spectateurs : 27 683 Arbitrage : Pedro Proença | Spectateurs : 27 683 Arbitrage : Pedro Proença |

| 4e journée                   | RSC Anderlecht | 1 - 0   | Zénith Saint-Pétersbourg | Stade Constant Vanden Stock, Bruxelles          |                                                 |
| 6 novembre 2012 20h45 (CEST) | Mbokani 17e    | (1 - 0) |                          | Spectateurs : 16 437 Arbitrage : Antony Gautier | Spectateurs : 16 437 Arbitrage : Antony Gautier |
| 6 novembre 2012 20h45 (CEST) | Rapport        |         |                          | Spectateurs : 16 437 Arbitrage : Antony Gautier | Spectateurs : 16 437 Arbitrage : Antony Gautier |

|  | AC Milan | 1 - 1   | Málaga CF  | Stade San Siro, Milan                        |                                              |
|  | Pato 73e | (0 - 1) | 40e Eliseu | Spectateurs : 30 891 Arbitrage : Howard Webb | Spectateurs : 30 891 Arbitrage : Howard Webb |
|  | Rapport  |         |            | Spectateurs : 30 891 Arbitrage : Howard Webb | Spectateurs : 30 891 Arbitrage : Howard Webb |

| 5e journée                    | Zénith Saint-Pétersbourg   | 2 - 2   | Málaga CF                      | Stade Petrovski, Saint-Pétersbourg                    |                                                       |
| 21 novembre 2012 18h00 (CEST) | Danny 49e · Faïzouline 87e | (0 - 2) | 8e Buonanotte · 9e S.Fernández | Spectateurs : 18 347 Arbitrage : Olegário Benquerença | Spectateurs : 18 347 Arbitrage : Olegário Benquerença |
| 21 novembre 2012 18h00 (CEST) | Rapport                    |         |                                | Spectateurs : 18 347 Arbitrage : Olegário Benquerença | Spectateurs : 18 347 Arbitrage : Olegário Benquerença |

|              | RSC Anderlecht | 1 - 3   | AC Milan                                 | Stade Constant Vanden Stock, Bruxelles         |                                                |
| 20h45 (CEST) | De Sutter 78e  | (0 - 0) | 47e El Shaarawy · 71e Mexès · 90+1e Pato | Spectateurs : 19 803 Arbitrage : Damir Skomina | Spectateurs : 19 803 Arbitrage : Damir Skomina |
| 20h45 (CEST) | Rapport        |         |                                          | Spectateurs : 19 803 Arbitrage : Damir Skomina | Spectateurs : 19 803 Arbitrage : Damir Skomina |

| 6e journée                   | Málaga CF    | 2 - 2   | RSC Anderlecht              | Stade La Rosaleda, Malaga                      |                                                |
| 4 décembre 2012 20h45 (CEST) | Duda 45e 61e | (1 - 0) | 50e Jovanović · 89e Mbokani | Spectateurs : 21 769 Arbitrage : Deniz Aytekin | Spectateurs : 21 769 Arbitrage : Deniz Aytekin |
| 4 décembre 2012 20h45 (CEST) | Rapport      |         |                             | Spectateurs : 21 769 Arbitrage : Deniz Aytekin | Spectateurs : 21 769 Arbitrage : Deniz Aytekin |

|  | AC Milan | 0 - 1   | Zénith Saint-Pétersbourg | Stade San Siro, Milan                         |                                               |
|  |          | (0 - 1) | 35e Danny                | Spectateurs : 29 508 Arbitrage : Tony Chapron | Spectateurs : 29 508 Arbitrage : Tony Chapron |
|  | Rapport  |         |                          | Spectateurs : 29 508 Arbitrage : Tony Chapron | Spectateurs : 29 508 Arbitrage : Tony Chapron |

### Groupe D
| Rang | Équipe            | Pts | J | G | N | P | Bp | Bc | Diff |  | Résultats (▼ dom., ► ext.) | Drapeau de l'Allemagne | Drapeau de l'Espagne | Drapeau des Pays-Bas | Drapeau de l'Angleterre |
| ---- | ----------------- | --- | - | - | - | - | -- | -- | ---- |  | -------------------------- | ---------------------- | -------------------- | -------------------- | ----------------------- |
| 1    | Borussia Dortmund | 14  | 6 | 4 | 2 | 0 | 11 | 5  | +6   |  | Borussia Dortmund          |                        | 2-1                  | 1-0                  | 1-0                     |
| 2    | Real Madrid       | 11  | 6 | 3 | 2 | 1 | 15 | 9  | +6   |  | Real Madrid                | 2-2                    |                      | 4-1                  | 3-2                     |
| 3    | Ajax Amsterdam    | 4   | 6 | 1 | 1 | 4 | 8  | 16 | -8   |  | Ajax Amsterdam             | 1-4                    | 1-4                  |                      | 3-1                     |
| 4    | Manchester City   | 3   | 6 | 0 | 3 | 3 | 7  | 11 | -4   |  | Manchester City            | 1-1                    | 1-1                  | 2-2                  |                         |

| 1re journée                    | Borussia Dortmund | 1 - 0   | Ajax Amsterdam | Signal Iduna Park, Dortmund                        |                                                    |
| 18 septembre 2012 20h45 (CEST) | Lewandowski 87e   | (0 - 0) |                | Spectateurs : 65 829 Arbitrage : Paolo Tagliavento | Spectateurs : 65 829 Arbitrage : Paolo Tagliavento |
| 18 septembre 2012 20h45 (CEST) | Rapport           |         |                | Spectateurs : 65 829 Arbitrage : Paolo Tagliavento | Spectateurs : 65 829 Arbitrage : Paolo Tagliavento |

|  | Real Madrid                             | 3 - 2   | Manchester City         | Stade Santiago Bernabéu, Madrid                |                                                |
|  | Marcelo 76e · Benzema 87e · Ronaldo 90e | (0 - 0) | 68e Džeko · 85e Kolarov | Spectateurs : 70 381 Arbitrage : Damir Skomina | Spectateurs : 70 381 Arbitrage : Damir Skomina |
|  | Rapport                                 |         |                         | Spectateurs : 70 381 Arbitrage : Damir Skomina | Spectateurs : 70 381 Arbitrage : Damir Skomina |

| 2e journée                  | Manchester City      | 1 - 1   | Borussia Dortmund | City of Manchester Stadium, Manchester          |                                                 |
| 3 octobre 2012 20h45 (CEST) | Balotelli 90e (pen.) | (0 - 0) | 61e Reus          | Spectateurs : 43 657 Arbitrage : Pavel Královec | Spectateurs : 43 657 Arbitrage : Pavel Královec |
| 3 octobre 2012 20h45 (CEST) | Rapport              |         |                   | Spectateurs : 43 657 Arbitrage : Pavel Královec | Spectateurs : 43 657 Arbitrage : Pavel Královec |

|  | Ajax Amsterdam | 1 - 4   | Real Madrid                       | Amsterdam ArenA, Amsterdam                      |                                                 |
|  | Moisander 56e  | (0 - 1) | 42e 79e 81e Ronaldo · 48e Benzema | Spectateurs : 49 491 Arbitrage : Jonas Eriksson | Spectateurs : 49 491 Arbitrage : Jonas Eriksson |
|  | Rapport        |         |                                   | Spectateurs : 49 491 Arbitrage : Jonas Eriksson | Spectateurs : 49 491 Arbitrage : Jonas Eriksson |

| 3e journée                   | Ajax Amsterdam                            | 3 - 1   | Manchester City | Amsterdam ArenA, Amsterdam                         |                                                    |
| 24 octobre 2012 20h45 (CEST) | de Jong 45e · Moisander 57e · Eriksen 68e | (1 - 1) | 22e Nasri       | Spectateurs : 45 743 Arbitrage : Svein Oddvar Moen | Spectateurs : 45 743 Arbitrage : Svein Oddvar Moen |
| 24 octobre 2012 20h45 (CEST) | Rapport                                   |         |                 | Spectateurs : 45 743 Arbitrage : Svein Oddvar Moen | Spectateurs : 45 743 Arbitrage : Svein Oddvar Moen |

|  | Borussia Dortmund               | 2 - 1   | Real Madrid | Signal Iduna Park, Dortmund                    |                                                |
|  | Lewandowski 36e · Schmelzer 64e | (1 - 1) | 38e Ronaldo | Spectateurs : 65 829 Arbitrage : Viktor Kassai | Spectateurs : 65 829 Arbitrage : Viktor Kassai |
|  | Rapport                         |         |             | Spectateurs : 65 829 Arbitrage : Viktor Kassai | Spectateurs : 65 829 Arbitrage : Viktor Kassai |

| 4e journée                  | Manchester City        | 2 - 2   | Ajax Amsterdam  | City of Manchester Stadium, Manchester           |                                                  |
| 6 novembre 2012 20h45 (CET) | Touré 22e · Agüero 74e | (1 - 2) | 10e 17e de Jong | Spectateurs : 40 222 Arbitrage : Peter Rasmussen | Spectateurs : 40 222 Arbitrage : Peter Rasmussen |
| 6 novembre 2012 20h45 (CET) | Rapport                |         |                 | Spectateurs : 40 222 Arbitrage : Peter Rasmussen | Spectateurs : 40 222 Arbitrage : Peter Rasmussen |

|  | Real Madrid         | 2 - 2   | Borussia Dortmund            | Stade Santiago Bernabéu, Madrid               |                                               |
|  | Pepe 34e · Özil 89e | (1 - 2) | 28e Reus · 45e (csc) Arbeloa | Spectateurs : 74 932 Arbitrage : Cüneyt Çakır | Spectateurs : 74 932 Arbitrage : Cüneyt Çakır |
|  | Rapport             |         |                              | Spectateurs : 74 932 Arbitrage : Cüneyt Çakır | Spectateurs : 74 932 Arbitrage : Cüneyt Çakır |

| 5e journée                   | Ajax Amsterdam | 1 - 4   | Borussia Dortmund                         | Amsterdam ArenA, Amsterdam                     |                                                |
| 21 novembre 2012 20h45 (CET) | Hoesen 87e     | (0 - 3) | 8e Reus · 36e Götze · 41e 67e Lewandowski | Spectateurs : 47 500 Arbitrage : Pedro Proença | Spectateurs : 47 500 Arbitrage : Pedro Proença |
| 21 novembre 2012 20h45 (CET) | Rapport        |         |                                           | Spectateurs : 47 500 Arbitrage : Pedro Proença | Spectateurs : 47 500 Arbitrage : Pedro Proença |

|  | Manchester City   | 1 - 1   | Real Madrid | City of Manchester Stadium, Manchester           |                                                  |
|  | Agüero 73e (pen.) | (0 - 1) | 10e Benzema | Spectateurs : 45 740 Arbitrage : Gianluca Rocchi | Spectateurs : 45 740 Arbitrage : Gianluca Rocchi |
|  | Rapport           |         |             | Spectateurs : 45 740 Arbitrage : Gianluca Rocchi | Spectateurs : 45 740 Arbitrage : Gianluca Rocchi |

| 6e journée                  | Borussia Dortmund | 1 - 0   | Manchester City | Signal Iduna Park, Dortmund                    |                                                |
| 4 décembre 2012 20h45 (CET) | Schieber 57e      | (0 - 0) |                 | Spectateurs : 65 829 Arbitrage : Milorad Mažić | Spectateurs : 65 829 Arbitrage : Milorad Mažić |
| 4 décembre 2012 20h45 (CET) | Rapport           |         |                 | Spectateurs : 65 829 Arbitrage : Milorad Mažić | Spectateurs : 65 829 Arbitrage : Milorad Mažić |

|  | Real Madrid                               | 4 - 1   | Ajax Amsterdam | Stade Santiago Bernabéu, Madrid                 |                                                 |
|  | Ronaldo 13e · Callejón 28e 88e · Kaká 49e | (2 - 0) | 59e Boerrigter | Spectateurs : 57 245 Arbitrage : Pavel Královec | Spectateurs : 57 245 Arbitrage : Pavel Královec |
|  | Rapport                                   |         |                | Spectateurs : 57 245 Arbitrage : Pavel Královec | Spectateurs : 57 245 Arbitrage : Pavel Královec |

### Groupe E
| Rang | Équipe           | Pts | J | G | N | P | Bp | Bc | Diff |  | Résultats (▼ dom., ► ext.) | Drapeau de l'Italie | Drapeau de l'Ukraine | Drapeau de l'Angleterre | Drapeau du Danemark |
| ---- | ---------------- | --- | - | - | - | - | -- | -- | ---- |  | -------------------------- | ------------------- | -------------------- | ----------------------- | ------------------- |
| 1    | Juventus         | 12  | 6 | 3 | 3 | 0 | 12 | 4  | +8   |  | Juventus                   |                     | 1-1                  | 3-0                     | 4-0                 |
| 2    | Chakhtar Donetsk | 10  | 6 | 3 | 1 | 2 | 12 | 8  | +4   |  | Chakhtar Donetsk           | 0-1                 |                      | 2-1                     | 2-0                 |
| 3    | Chelsea          | 10  | 6 | 3 | 1 | 2 | 16 | 10 | +6   |  | Chelsea                    | 2-2                 | 3-2                  |                         | 6-1                 |
| 4    | Nordsjælland     | 1   | 6 | 0 | 1 | 5 | 4  | 22 | -18  |  | Nordsjælland               | 1-1                 | 2-5                  | 0-4                     |                     |

| 1re journée                      | Chakhtar Donetsk   | 2 - 0   | Nordsjælland | Donbass Arena, Donetsk                     |                                            |
| 19 septembre 2012 20 h 45 (CEST) | Mkhitaryan 44e 76e | (1 - 0) |              | Spectateurs : 45 816 Arbitrage : Paweł Gil | Spectateurs : 45 816 Arbitrage : Paweł Gil |
| 19 septembre 2012 20 h 45 (CEST) | Rapport            |         |              | Spectateurs : 45 816 Arbitrage : Paweł Gil | Spectateurs : 45 816 Arbitrage : Paweł Gil |

|  | Chelsea       | 2 - 2   | Juventus                     | Stamford Bridge, Londres                       |                                                |
|  | Oscar 31e 33e | (2 - 1) | 38e Vidal · 80e Quagliarella | Spectateurs : 40 918 Arbitrage : Pedro Proença | Spectateurs : 40 918 Arbitrage : Pedro Proença |
|  | Rapport       |         |                              | Spectateurs : 40 918 Arbitrage : Pedro Proença | Spectateurs : 40 918 Arbitrage : Pedro Proença |

| 2e journée                    | Nordsjælland | 0 - 4   | Chelsea                               | Parken Stadium, Copenhague                        |                                                   |
| 2 octobre 2012 20 h 45 (CEST) |              | (0 - 1) | 33e 82e Mata · 79e Luiz · 89e Ramires | Spectateurs : 25 120 Arbitrage : Marijo Strahonja | Spectateurs : 25 120 Arbitrage : Marijo Strahonja |
| 2 octobre 2012 20 h 45 (CEST) | Rapport      |         |                                       | Spectateurs : 25 120 Arbitrage : Marijo Strahonja | Spectateurs : 25 120 Arbitrage : Marijo Strahonja |

|  | Juventus    | 1 - 1   | Chakhtar Donetsk  | Juventus Stadium, Turin                      |                                              |
|  | Bonucci 26e | (1 - 1) | 23e Alex Teixeira | Spectateurs : 25 599 Arbitrage : Bas Nijhuis | Spectateurs : 25 599 Arbitrage : Bas Nijhuis |
|  | Rapport     |         |                   | Spectateurs : 25 599 Arbitrage : Bas Nijhuis | Spectateurs : 25 599 Arbitrage : Bas Nijhuis |

| 3e journée                     | Nordsjælland | 1 - 1   | Juventus    | Parken Stadium, Copenhague                     |                                                |
| 23 octobre 2012 20 h 45 (CEST) | Beckmann 50e | (0 - 0) | 81e Vučinić | Spectateurs : 22 404 Arbitrage : Deniz Aytekin | Spectateurs : 22 404 Arbitrage : Deniz Aytekin |
| 23 octobre 2012 20 h 45 (CEST) | Rapport      |         |             | Spectateurs : 22 404 Arbitrage : Deniz Aytekin | Spectateurs : 22 404 Arbitrage : Deniz Aytekin |

|  | Chakhtar Donetsk                   | 2 - 1   | Chelsea   | Donbass Arena, Donetsk                         |                                                |
|  | Alex Teixeira 3e · Fernandinho 52e | (1 - 0) | 88e Oscar | Spectateurs : 51 435 Arbitrage : Damir Skomina | Spectateurs : 51 435 Arbitrage : Damir Skomina |
|  | Rapport                            |         |           | Spectateurs : 51 435 Arbitrage : Damir Skomina | Spectateurs : 51 435 Arbitrage : Damir Skomina |

| 4e journée                     | Juventus                                                   | 4 - 0   | Nordsjælland | Juventus Stadium, Turin                             |                                                     |
| 7 novembre 2012 20 h 45 (CEST) | Marchisio 6e · Vidal 23e · Giovinco 37e · Quagliarella 75e | (3 - 0) |              | Spectateurs : 27 789 Arbitrage : Aleksandar Stavrev | Spectateurs : 27 789 Arbitrage : Aleksandar Stavrev |
| 7 novembre 2012 20 h 45 (CEST) | Rapport                                                    |         |              | Spectateurs : 27 789 Arbitrage : Aleksandar Stavrev | Spectateurs : 27 789 Arbitrage : Aleksandar Stavrev |

|  | Chelsea                             | 3 - 2   | Chakhtar Donetsk | Stamford Bridge, Londres                                 |                                                          |
|  | Torres 6e · Oscar 40e · Moses 90+4e | (2 - 1) | 9e 47e Willian   | Spectateurs : 41 067 Arbitrage : Carlos Velasco Carballo | Spectateurs : 41 067 Arbitrage : Carlos Velasco Carballo |
|  | Rapport                             |         |                  | Spectateurs : 41 067 Arbitrage : Carlos Velasco Carballo | Spectateurs : 41 067 Arbitrage : Carlos Velasco Carballo |

| 5e journée                      | Juventus                                       | 3 - 0   | Chelsea | Juventus Stadium, Turin                       |                                               |
| 20 novembre 2012 20 h 45 (CEST) | Quagliarella 38e · Vidal 61e · Marchisio 90+1e | (1 - 0) |         | Spectateurs : 39 670 Arbitrage : Cüneyt Çakır | Spectateurs : 39 670 Arbitrage : Cüneyt Çakır |
| 20 novembre 2012 20 h 45 (CEST) | Rapport                                        |         |         | Spectateurs : 39 670 Arbitrage : Cüneyt Çakır | Spectateurs : 39 670 Arbitrage : Cüneyt Çakır |

|  | Nordsjælland                   | 2 - 5   | Chakhtar Donetsk                           | Parken Stadium, Copenhague                      |                                                 |
|  | Nordstrand 24e · Lorentzen 29e | (2 - 2) | 26e 53e 81e Luiz Adriano · 44e 50e Willian | Spectateurs : 17 054 Arbitrage : Antony Gautier | Spectateurs : 17 054 Arbitrage : Antony Gautier |
|  | Rapport                        |         |                                            | Spectateurs : 17 054 Arbitrage : Antony Gautier | Spectateurs : 17 054 Arbitrage : Antony Gautier |

| 6e journée                     | Chakhtar Donetsk | 0 - 1   | Juventus         | Donbass Arena, Donetsk     |                            |
| 5 décembre 2012 20 h 45 (CEST) |                  | (0 - 0) | 56e (csc) Kucher | Arbitrage : Jonas Eriksson | Arbitrage : Jonas Eriksson |
| 5 décembre 2012 20 h 45 (CEST) | Rapport          |         |                  | Arbitrage : Jonas Eriksson | Arbitrage : Jonas Eriksson |

|  | Chelsea                                                                | 6 - 1   | Nordsjælland | Stamford Bridge, Londres |                         |
|  | Luiz 38e (pen.) · Torres 45+2e 56e · Cahill 51e · Mata 63e · Oscar 71e | (2 - 0) | 46e John     | Arbitrage : Bas Nijhuis  | Arbitrage : Bas Nijhuis |
|  | Rapport                                                                |         |              | Arbitrage : Bas Nijhuis  | Arbitrage : Bas Nijhuis |

### Groupe F
| Rang | Équipe        | Pts | J | G | N | P | Bp | Bc | Diff |  | Résultats (▼ dom., ► ext.) | Drapeau de l'Allemagne | Drapeau de l'Espagne | Drapeau de la Biélorussie | Drapeau de la France |
| ---- | ------------- | --- | - | - | - | - | -- | -- | ---- |  | -------------------------- | ---------------------- | -------------------- | ------------------------- | -------------------- |
| 1    | Bayern Munich | 13  | 6 | 4 | 1 | 1 | 15 | 7  | +8   |  | Bayern Munich              |                        | 2-1                  | 4-1                       | 6-1                  |
| 2    | Valence CF    | 13  | 6 | 4 | 1 | 1 | 12 | 5  | +7   |  | Valence CF                 | 1-1                    |                      | 4-2                       | 2-0                  |
| 3    | BATE Borisov  | 6   | 6 | 2 | 0 | 4 | 9  | 15 | -6   |  | BATE Borisov               | 3-1                    | 0-3                  |                           | 0-2                  |
| 4    | Lille OSC     | 3   | 6 | 1 | 0 | 5 | 4  | 13 | -9   |  | Lille OSC                  | 0-1                    | 0-1                  | 1-3                       |                      |

| 1re journée                      | Lille OSC   | 1 - 3   | BATE Borisov                                | Grand Stade Lille Métropole, Villeneuve-d'Ascq |                                                |
| 19 septembre 2012 20 h 45 (CEST) | Chedjou 60e | (0 - 3) | 6e Volodko · 20e Rodionov · 43e Olekhnovich | Spectateurs : 38 122 Arbitrage : Marcin Borski | Spectateurs : 38 122 Arbitrage : Marcin Borski |
| 19 septembre 2012 20 h 45 (CEST) | Rapport     |         |                                             | Spectateurs : 38 122 Arbitrage : Marcin Borski | Spectateurs : 38 122 Arbitrage : Marcin Borski |

|  | Bayern Munich                  | 2 - 1   | Valence CF   | Allianz Arena, Munich                          |                                                |
|  | Schweinsteiger 38e · Kroos 76e | (1 - 0) | 90+1e Valdez | Spectateurs : 68 000 Arbitrage : Fırat Aydınus | Spectateurs : 68 000 Arbitrage : Fırat Aydınus |
|  | Rapport                        |         |              | Spectateurs : 68 000 Arbitrage : Fırat Aydınus | Spectateurs : 68 000 Arbitrage : Fırat Aydınus |

| 2e journée                  | Valence CF    | 2 - 0   | Lille OSC | Estadio de Mestalla, Valence                     |                                                  |
| 2 octobre 2012 20h45 (CEST) | Jonas 38e 75e | (1 - 0) |           | Spectateurs : 28 517 Arbitrage : Gianluca Rocchi | Spectateurs : 28 517 Arbitrage : Gianluca Rocchi |
| 2 octobre 2012 20h45 (CEST) | Rapport       |         |           | Spectateurs : 28 517 Arbitrage : Gianluca Rocchi | Spectateurs : 28 517 Arbitrage : Gianluca Rocchi |

|  | BATE Borisov                              | 3 - 1   | Bayern Munich | Stade Dinamo, Minsk                                 |                                                     |
|  | Pavlov 23e · Rodionov 78e · Bressan 90+2e | (1 - 0) | 90+1e Ribéry  | Spectateurs : 24 636 Arbitrage : Aleksandar Stavrev | Spectateurs : 24 636 Arbitrage : Aleksandar Stavrev |
|  | Rapport                                   |         |               | Spectateurs : 24 636 Arbitrage : Aleksandar Stavrev | Spectateurs : 24 636 Arbitrage : Aleksandar Stavrev |

| 3e journée                   | BATE Borisov | 0 - 3   | Valence CF                 | Stade Dinamo, Minsk                            |                                                |
| 23 octobre 2012 20h45 (CEST) |              | (0 - 1) | 45e (pen.) 55e 69e Soldado | Spectateurs : 29 180 Arbitrage : Craig Thomson | Spectateurs : 29 180 Arbitrage : Craig Thomson |
| 23 octobre 2012 20h45 (CEST) | Rapport      |         |                            | Spectateurs : 29 180 Arbitrage : Craig Thomson | Spectateurs : 29 180 Arbitrage : Craig Thomson |

|  | Lille OSC | 0 - 1   | Bayern Munich     | Grand Stade Lille Métropole, Villeneuve-d'Ascq   |                                                  |
|  |           | (0 - 1) | 20e (pen.) Muller | Spectateurs : 45 259 Arbitrage : Martin Atkinson | Spectateurs : 45 259 Arbitrage : Martin Atkinson |
|  | Rapport   |         |                   | Spectateurs : 45 259 Arbitrage : Martin Atkinson | Spectateurs : 45 259 Arbitrage : Martin Atkinson |

| 4e journée                   | Valence CF                                        | 4 - 2   | BATE Borisov                 | Estadio de Mestalla, Valence                      |                                                   |
| 7 novembre 2012 20h45 (CEST) | Jonas 26e · Soldado 29e (pen.) · Feghouli 51e 86e | (2 - 0) | 53e Bressan · 83e Mozolevski | Spectateurs : 22 795 Arbitrage : Tom Harald Hagen | Spectateurs : 22 795 Arbitrage : Tom Harald Hagen |
| 7 novembre 2012 20h45 (CEST) | Rapport                                           |         |                              | Spectateurs : 22 795 Arbitrage : Tom Harald Hagen | Spectateurs : 22 795 Arbitrage : Tom Harald Hagen |

|  | Bayern Munich                                                    | 6 - 1   | Lille OSC | Allianz Arena, Munich                                |                                                      |
|  | Schweinsteiger 5e · Pizarro 18e 28e 33e · Robben 23e · Kroos 66e | (5 - 0) | 58e Kalou | Spectateurs : 68 000 Arbitrage : Ovidiu Alin Haţegan | Spectateurs : 68 000 Arbitrage : Ovidiu Alin Haţegan |
|  | Rapport                                                          |         |           | Spectateurs : 68 000 Arbitrage : Ovidiu Alin Haţegan | Spectateurs : 68 000 Arbitrage : Ovidiu Alin Haţegan |

| 5e journée                    | BATE Borisov | 0 - 2   | Lille OSC              | Stade Dinamo, Minsk                               |                                                   |
| 20 novembre 2012 20h45 (CEST) |              | (0 - 2) | 14e Sidibé · 31e Bruno | Spectateurs : 22 810 Arbitrage : Marijo Strahonja | Spectateurs : 22 810 Arbitrage : Marijo Strahonja |
| 20 novembre 2012 20h45 (CEST) | Rapport      |         |                        | Spectateurs : 22 810 Arbitrage : Marijo Strahonja | Spectateurs : 22 810 Arbitrage : Marijo Strahonja |

|  | Valence CF   | 1 - 1   | Bayern Munich | Estadio de Mestalla, Valence                 |                                              |
|  | Feghouli 77e | (0 - 0) | 82e Müller    | Spectateurs : 35 407 Arbitrage : Howard Webb | Spectateurs : 35 407 Arbitrage : Howard Webb |
|  | Rapport      |         |               | Spectateurs : 35 407 Arbitrage : Howard Webb | Spectateurs : 35 407 Arbitrage : Howard Webb |

| 6e journée                   | Lille OSC | 0 - 1   | Valence CF       | Grand Stade Lille Métropole, Villeneuve-d'Ascq      |                                                     |
| 5 décembre 2012 20h45 (CEST) |           | (0 - 1) | 36e (pen.) Jonas | Spectateurs : 40 036 Arbitrage : Aleksandar Stavrev | Spectateurs : 40 036 Arbitrage : Aleksandar Stavrev |
| 5 décembre 2012 20h45 (CEST) | Rapport   |         |                  | Spectateurs : 40 036 Arbitrage : Aleksandar Stavrev | Spectateurs : 40 036 Arbitrage : Aleksandar Stavrev |

|  | Bayern Munich                                    | 4 - 1   | BATE Borisov  | Allianz Arena, Munich                           |                                                 |
|  | Gómez 22e · Müller 54e · Shaqiri 66e · Alaba 83e | (1 - 0) | 89e Filipenko | Spectateurs : 68 000 Arbitrage : William Collum | Spectateurs : 68 000 Arbitrage : William Collum |
|  | Rapport                                          |         |               | Spectateurs : 68 000 Arbitrage : William Collum | Spectateurs : 68 000 Arbitrage : William Collum |

### Groupe G
| Rang | Équipe           | Pts | J | G | N | P | Bp | Bc | Diff |  | Résultats (▼ dom., ► ext.) | Drapeau de l'Espagne | Drapeau de l'Écosse | Drapeau du Portugal | Drapeau de la Russie |
| ---- | ---------------- | --- | - | - | - | - | -- | -- | ---- |  | -------------------------- | -------------------- | ------------------- | ------------------- | -------------------- |
| 1    | FC Barcelone     | 13  | 6 | 4 | 1 | 1 | 11 | 5  | +6   |  | FC Barcelone               |                      | 2-1                 | 0-0                 | 3-2                  |
| 2    | Celtic Glasgow   | 10  | 6 | 3 | 1 | 2 | 9  | 8  | +1   |  | Celtic Glasgow             | 2-1                  |                     | 0-0                 | 2-1                  |
| 3    | Benfica Lisbonne | 8   | 6 | 2 | 2 | 2 | 5  | 5  | 0    |  | Benfica Lisbonne           | 0-2                  | 2-1                 |                     | 2-0                  |
| 4    | Spartak Moscou   | 3   | 6 | 1 | 0 | 5 | 7  | 14 | -7   |  | Spartak Moscou             | 0-3                  | 2-3                 | 2-1                 |                      |

| 1re journée                      | Celtic Glasgow | 0 - 0   | Benfica Lisbonne | Celtic Park, Glasgow                            |                                                 |
| 19 septembre 2012 20 h 45 (CEST) |                | (0 - 0) |                  | Spectateurs : 57 759 Arbitrage : Nicola Rizzoli | Spectateurs : 57 759 Arbitrage : Nicola Rizzoli |
| 19 septembre 2012 20 h 45 (CEST) | Rapport        |         |                  | Spectateurs : 57 759 Arbitrage : Nicola Rizzoli | Spectateurs : 57 759 Arbitrage : Nicola Rizzoli |

|  | FC Barcelone              | 3 - 2   | Spartak Moscou                      | Camp Nou, Barcelone                            |                                                |
|  | Tello 14e · Messi 72e 80e | (1 - 1) | 29e (csc) Daniel Alves · 59e Rômulo | Spectateurs : 73 580 Arbitrage : Milorad Mažić | Spectateurs : 73 580 Arbitrage : Milorad Mažić |
|  | Rapport                   |         |                                     | Spectateurs : 73 580 Arbitrage : Milorad Mažić | Spectateurs : 73 580 Arbitrage : Milorad Mažić |

| 2e journée                    | Spartak Moscou  | 2 - 3   | Celtic Glasgow                                | Stade Loujniki, Moscou                        |                                               |
| 2 octobre 2012 18 h 00 (CEST) | Emenike 41e 48e | (1 - 1) | 12e Hooper · 71e (csc) Kombarov · 90e Samarás | Spectateurs : 43 351 Arbitrage : Tony Chapron | Spectateurs : 43 351 Arbitrage : Tony Chapron |
| 2 octobre 2012 18 h 00 (CEST) | Rapport         |         |                                               | Spectateurs : 43 351 Arbitrage : Tony Chapron | Spectateurs : 43 351 Arbitrage : Tony Chapron |

|                | Benfica Lisbonne | 0 - 2   | FC Barcelone                     | Estádio da Luz, Lisbonne                      |                                               |
| 20 h 45 (CEST) |                  | (0 - 1) | 6e Alexis Sánchez · 55e Fàbregas | Spectateurs : 63 847 Arbitrage : Cüneyt Çakır | Spectateurs : 63 847 Arbitrage : Cüneyt Çakır |
| 20 h 45 (CEST) | Rapport          |         |                                  | Spectateurs : 63 847 Arbitrage : Cüneyt Çakır | Spectateurs : 63 847 Arbitrage : Cüneyt Çakır |

| 3e journée                     | Spartak Moscou                       | 2 - 1   | Benfica Lisbonne | Stade Loujniki, Moscou                            |                                                   |
| 23 octobre 2012 18 h 00 (CEST) | Rafael Carioca 3e · Jardel 43e (csc) | (2 - 1) | 33e Lima         | Spectateurs : 41 237 Arbitrage : Mark Clattenburg | Spectateurs : 41 237 Arbitrage : Mark Clattenburg |
| 23 octobre 2012 18 h 00 (CEST) | Rapport                              |         |                  | Spectateurs : 41 237 Arbitrage : Mark Clattenburg | Spectateurs : 41 237 Arbitrage : Mark Clattenburg |

|                | FC Barcelone                   | 2 - 1   | Celtic Glasgow | Camp Nou, Barcelone                              |                                                  |
| 20 h 45 (CEST) | Iniesta 45e · Jordi Alba 90+4e | (1 - 1) | 18e Samarás    | Spectateurs : 77 781 Arbitrage : Gianluca Rocchi | Spectateurs : 77 781 Arbitrage : Gianluca Rocchi |
| 20 h 45 (CEST) | Rapport                        |         |                | Spectateurs : 77 781 Arbitrage : Gianluca Rocchi | Spectateurs : 77 781 Arbitrage : Gianluca Rocchi |

| 4e journée                     | Benfica Lisbonne | 2 - 0   | Spartak Moscou | Estádio da Luz, Lisbonne                       |                                                |
| 7 novembre 2012 20 h 45 (CEST) | Cardozo 55e 69e  | (0 - 0) |                | Spectateurs : 36 448 Arbitrage : Florian Meyer | Spectateurs : 36 448 Arbitrage : Florian Meyer |
| 7 novembre 2012 20 h 45 (CEST) | Rapport          |         |                | Spectateurs : 36 448 Arbitrage : Florian Meyer | Spectateurs : 36 448 Arbitrage : Florian Meyer |

|  | Celtic Glasgow         | 2 - 1   | FC Barcelone | Celtic Park, Glasgow                           |                                                |
|  | Wanyama 21e · Watt 83e | (1 - 0) | 90+1e Messi  | Spectateurs : 55 283 Arbitrage : Björn Kuipers | Spectateurs : 55 283 Arbitrage : Björn Kuipers |
|  | Rapport                |         |              | Spectateurs : 55 283 Arbitrage : Björn Kuipers | Spectateurs : 55 283 Arbitrage : Björn Kuipers |

| 5e journée                      | Spartak Moscou | 0 - 3   | FC Barcelone              | Stade Loujniki, Moscou                      |                                             |
| 20 novembre 2012 18 h 00 (CEST) |                | (0 - 3) | 16e Alves · 27e 39e Messi | Spectateurs : 67 325 Arbitrage : Ivan Bebek | Spectateurs : 67 325 Arbitrage : Ivan Bebek |
| 20 novembre 2012 18 h 00 (CEST) | Rapport        |         |                           | Spectateurs : 67 325 Arbitrage : Ivan Bebek | Spectateurs : 67 325 Arbitrage : Ivan Bebek |

|                | Benfica Lisbonne    | 2 - 1   | Celtic Glasgow | Estádio da Luz, Lisbonne                       |                                                |
| 20 h 45 (CEST) | John 7e · Garay 71e | (1 - 1) | 34e Samarás    | Spectateurs : 47 065 Arbitrage : Viktor Kassai | Spectateurs : 47 065 Arbitrage : Viktor Kassai |
| 20 h 45 (CEST) | Rapport             |         |                | Spectateurs : 47 065 Arbitrage : Viktor Kassai | Spectateurs : 47 065 Arbitrage : Viktor Kassai |

| 6e journée                     | FC Barcelone | 0 - 0   | Benfica Lisbonne | Camp Nou, Barcelone                                |                                                    |
| 5 décembre 2012 20 h 45 (CEST) |              | (0 - 0) |                  | Spectateurs : 50 659 Arbitrage : Svein Oddvar Moen | Spectateurs : 50 659 Arbitrage : Svein Oddvar Moen |
| 5 décembre 2012 20 h 45 (CEST) | Rapport      |         |                  | Spectateurs : 50 659 Arbitrage : Svein Oddvar Moen | Spectateurs : 50 659 Arbitrage : Svein Oddvar Moen |

|  | Celtic Glasgow                  | 2 - 1   | Spartak Moscou | Celtic Park, Glasgow                         |                                              |
|  | Hooper 21e · Commons 81e (pen.) | (1 - 1) | 39e Ari        | Spectateurs : 59 168 Arbitrage : Felix Brych | Spectateurs : 59 168 Arbitrage : Felix Brych |
|  | Rapport                         |         |                | Spectateurs : 59 168 Arbitrage : Felix Brych | Spectateurs : 59 168 Arbitrage : Felix Brych |

### Groupe H
| Rang | Équipe            | Pts | J | G | N | P | Bp | Bc | Diff |  | Résultats (▼ dom., ► ext.) | Drapeau de l'Angleterre | Drapeau de la Turquie | Drapeau de la Roumanie | Drapeau du Portugal |
| ---- | ----------------- | --- | - | - | - | - | -- | -- | ---- |  | -------------------------- | ----------------------- | --------------------- | ---------------------- | ------------------- |
| 1    | Manchester United | 12  | 6 | 4 | 0 | 2 | 9  | 6  | +3   |  | Manchester United          |                         | 1-0                   | 0-1                    | 3-2                 |
| 2    | Galatasaray       | 10  | 6 | 3 | 1 | 2 | 7  | 6  | +1   |  | Galatasaray                | 1-0                     |                       | 1-1                    | 0-2                 |
| 3    | CFR Cluj          | 10  | 6 | 3 | 1 | 2 | 9  | 7  | +2   |  | CFR Cluj                   | 1-2                     | 1-3                   |                        | 3-1                 |
| 4    | Sporting Braga    | 3   | 6 | 1 | 0 | 5 | 7  | 13 | -6   |  | Sporting Braga             | 1-3                     | 1-2                   | 0-2                    |                     |

| 1re journée                      | Manchester United | 1 - 0   | Galatasaray | Old Trafford, Manchester                        |                                                 |
| 19 septembre 2012 20 h 45 (CEST) | Carrick 7e        | (1 - 0) |             | Spectateurs : 74 653 Arbitrage : Wolfgang Stark | Spectateurs : 74 653 Arbitrage : Wolfgang Stark |
| 19 septembre 2012 20 h 45 (CEST) | Rapport           |         |             | Spectateurs : 74 653 Arbitrage : Wolfgang Stark | Spectateurs : 74 653 Arbitrage : Wolfgang Stark |

|  | Sporting Braga | 0 - 2   | CFR Cluj              | Stade municipal de Braga, Braga                  |                                                  |
|  |                | (0 - 2) | 19e 34e Rafael Bastos | Spectateurs : 10 922 Arbitrage : Peter Rasmussen | Spectateurs : 10 922 Arbitrage : Peter Rasmussen |
|  | Rapport        |         |                       | Spectateurs : 10 922 Arbitrage : Peter Rasmussen | Spectateurs : 10 922 Arbitrage : Peter Rasmussen |

| 2e journée                    | CFR Cluj      | 1 - 2   | Manchester United  | Stade Docteur-Constantin-Rădulescu, Cluj-Napoca           |                                                           |
| 2 octobre 2012 20 h 45 (CEST) | Kapetános 14e | (1 - 1) | 29e 49e Van Persie | Spectateurs : 16 259 Arbitrage : Alberto Undiano Mallenco | Spectateurs : 16 259 Arbitrage : Alberto Undiano Mallenco |
| 2 octobre 2012 20 h 45 (CEST) | Rapport       |         |                    | Spectateurs : 16 259 Arbitrage : Alberto Undiano Mallenco | Spectateurs : 16 259 Arbitrage : Alberto Undiano Mallenco |

|  | Galatasaray | 0 - 2   | Sporting Braga          | Türk Telekom Arena, Istanbul                      |                                                   |
|  |             | (0 - 1) | 27e Micael · 90+4e Alan | Spectateurs : 46 987 Arbitrage : Tom Harald Hagen | Spectateurs : 46 987 Arbitrage : Tom Harald Hagen |
|  | Rapport     |         |                         | Spectateurs : 46 987 Arbitrage : Tom Harald Hagen | Spectateurs : 46 987 Arbitrage : Tom Harald Hagen |

| 3e journée                     | Manchester United              | 3 - 2   | Sporting Braga | Old Trafford, Manchester                       |                                                |
| 23 octobre 2012 20 h 45 (CEST) | Chicharito 25e 75e · Evans 62e | (1 - 2) | 2e 20e Alan    | Spectateurs : 73 195 Arbitrage : Milorad Mažić | Spectateurs : 73 195 Arbitrage : Milorad Mažić |
| 23 octobre 2012 20 h 45 (CEST) | Rapport                        |         |                | Spectateurs : 73 195 Arbitrage : Milorad Mažić | Spectateurs : 73 195 Arbitrage : Milorad Mažić |

|  | Galatasaray      | 1 - 1   | CFR Cluj          | Türk Telekom Arena, Istanbul                       |                                                    |
|  | Aydın Yılmaz 77e | (0 - 1) | 19e (csc) Nounkeu | Spectateurs : 39 013 Arbitrage : Paolo Tagliavento | Spectateurs : 39 013 Arbitrage : Paolo Tagliavento |
|  | Rapport          |         |                   | Spectateurs : 39 013 Arbitrage : Paolo Tagliavento | Spectateurs : 39 013 Arbitrage : Paolo Tagliavento |

| 4e journée                     | CFR Cluj   | 1 - 3   | Galatasaray           | Stade Docteur-Constantin-Rădulescu, Cluj-Napoca |                                                 |
| 7 novembre 2012 20 h 45 (CEST) | Sougou 53e | (0 - 1) | 18e 61e 74e B. Yilmaz | Spectateurs : 16 232 Arbitrage : William Collum | Spectateurs : 16 232 Arbitrage : William Collum |
| 7 novembre 2012 20 h 45 (CEST) | Rapport    |         |                       | Spectateurs : 16 232 Arbitrage : William Collum | Spectateurs : 16 232 Arbitrage : William Collum |

|  | Sporting Braga  | 1 - 3   | Manchester United                                     | Stade municipal de Braga, Braga              |                                              |
|  | Alan 49e (pen.) | (0 - 0) | 80e Van Persie · 84e (pen.) Rooney · 90+1e Chicharito | Spectateurs : 15 388 Arbitrage : Felix Brych | Spectateurs : 15 388 Arbitrage : Felix Brych |
|  | Rapport         |         |                                                       | Spectateurs : 15 388 Arbitrage : Felix Brych | Spectateurs : 15 388 Arbitrage : Felix Brych |

| 5e journée                      | Galatasaray   | 1 - 0   | Manchester United | Türk Telekom Arena, Istanbul                             |                                                          |
| 20 novembre 2012 20 h 45 (CEST) | B. Yılmaz 54e | (0 - 0) |                   | Spectateurs : 50 278 Arbitrage : Carlos Velasco Carballo | Spectateurs : 50 278 Arbitrage : Carlos Velasco Carballo |
| 20 novembre 2012 20 h 45 (CEST) | Rapport       |         |                   | Spectateurs : 50 278 Arbitrage : Carlos Velasco Carballo | Spectateurs : 50 278 Arbitrage : Carlos Velasco Carballo |

|  | CFR Cluj             | 3 - 1   | Sporting Braga | Stade Docteur-Constantin-Rădulescu, Cluj-Napoca   |                                                   |
|  | Rui Pedro 7e 15e 33e | (3 - 1) | 17e Alan       | Spectateurs : 14 635 Arbitrage : Sergueï Karassev | Spectateurs : 14 635 Arbitrage : Sergueï Karassev |
|  | Rapport              |         |                | Spectateurs : 14 635 Arbitrage : Sergueï Karassev | Spectateurs : 14 635 Arbitrage : Sergueï Karassev |

| 6e journée                     | Manchester United | 0 - 1   | CFR Cluj         | Old Trafford, Manchester                        |                                                 |
| 5 décembre 2012 20 h 45 (CEST) |                   | (0 - 0) | 56e Luís Alberto | Spectateurs : 71 521 Arbitrage : Daniele Orsato | Spectateurs : 71 521 Arbitrage : Daniele Orsato |
| 5 décembre 2012 20 h 45 (CEST) | Rapport           |         |                  | Spectateurs : 71 521 Arbitrage : Daniele Orsato | Spectateurs : 71 521 Arbitrage : Daniele Orsato |

|  | Sporting Braga | 1 - 2   | Galatasaray                   | Stade municipal de Braga, Braga                |                                                |
|  | Mossoró 32e    | (1 - 0) | 58e B. Yılmaz · 78e A. Yılmaz | Spectateurs : 8 964 Arbitrage : Nicola Rizzoli | Spectateurs : 8 964 Arbitrage : Nicola Rizzoli |
|  | Rapport        |         |                               | Spectateurs : 8 964 Arbitrage : Nicola Rizzoli | Spectateurs : 8 964 Arbitrage : Nicola Rizzoli |

## Phase à élimination directe

### Huitièmes de finale
| 12 février 2013 | FC Valence | 1 - 2   | Paris Saint-Germain       | Mestalla, Valence                                  |                                                    |
| 20h45 CET       | Rami 90e   | (0 - 2) | 10e Lavezzi · 43e Pastore | Spectateurs : 36 000 Arbitrage : Paolo Tagliavento | Spectateurs : 36 000 Arbitrage : Paolo Tagliavento |
| 20h45 CET       |            | Rapport | 90e Ibrahimović           | Spectateurs : 36 000 Arbitrage : Paolo Tagliavento | Spectateurs : 36 000 Arbitrage : Paolo Tagliavento |

| 6 mars 2013 | Paris Saint-Germain | 1 - 1   | FC Valence | Parc des Princes, Paris                        |                                                |
| 20h45 CET   | Lavezzi 66e         | (0 - 0) | 55e Jonas  | Spectateurs : 44 867 Arbitrage : Milorad Mažić | Spectateurs : 44 867 Arbitrage : Milorad Mažić |
| 20h45 CET   | Rapport             |         |            | Spectateurs : 44 867 Arbitrage : Milorad Mažić | Spectateurs : 44 867 Arbitrage : Milorad Mažić |

| 12 février 2013 | Celtic Glasgow | 0 - 3   | Juventus                               | Celtic Park, Glasgow                                      |                                                           |
| 20h45 CET       |                | (0 - 1) | 3e Matri · 77e Marchisio · 83e Vučinić | Spectateurs : 57 917 Arbitrage : Alberto Undiano Mallenco | Spectateurs : 57 917 Arbitrage : Alberto Undiano Mallenco |
| 20h45 CET       | Rapport        |         |                                        | Spectateurs : 57 917 Arbitrage : Alberto Undiano Mallenco | Spectateurs : 57 917 Arbitrage : Alberto Undiano Mallenco |

| 6 mars 2013 | Juventus                     | 2 - 0   | Celtic Glasgow | Juventus Stadium, Turin                        |                                                |
| 20h45 CET   | Matri 24e · Quagliarella 65e | (1 - 0) |                | Spectateurs : 39 011 Arbitrage : Fırat Aydınus | Spectateurs : 39 011 Arbitrage : Fırat Aydınus |
| 20h45 CET   | Rapport                      |         |                | Spectateurs : 39 011 Arbitrage : Fırat Aydınus | Spectateurs : 39 011 Arbitrage : Fırat Aydınus |

| 13 février 2013 | Real Madrid | 1 - 1   | Manchester United | Stade Santiago Bernabéu, Madrid              |                                              |
| 20h45 CET       | Ronaldo 30e | (1 - 1) | 20e Welbeck       | Spectateurs : 79 429 Arbitrage : Felix Brych | Spectateurs : 79 429 Arbitrage : Felix Brych |
| 20h45 CET       | Rapport     |         |                   | Spectateurs : 79 429 Arbitrage : Felix Brych | Spectateurs : 79 429 Arbitrage : Felix Brych |

| 5 mars 2013 | Manchester United | 1 - 2   | Real Madrid              | Old Trafford, Manchester                      |                                               |
| 20h45 CET   | Ramos 48e (csc)   | (0 - 0) | 66e Modrić · 69e Ronaldo | Spectateurs : 74 959 Arbitrage : Cüneyt Çakır | Spectateurs : 74 959 Arbitrage : Cüneyt Çakır |
| 20h45 CET   | Nani 56e          | Rapport |                          | Spectateurs : 74 959 Arbitrage : Cüneyt Çakır | Spectateurs : 74 959 Arbitrage : Cüneyt Çakır |

| 13 février 2013 | Chakhtar Donetsk       | 2 - 2   | Borussia Dortmund             | Donbass Arena, Donetsk                       |                                              |
| 20h45 CET       | Srna 31e · D.Costa 68e | (1 - 1) | 41e Lewandowski · 87e Hummels | Spectateurs : 49 050 Arbitrage : Howard Webb | Spectateurs : 49 050 Arbitrage : Howard Webb |
| 20h45 CET       | Rapport                |         |                               | Spectateurs : 49 050 Arbitrage : Howard Webb | Spectateurs : 49 050 Arbitrage : Howard Webb |

| 5 mars 2013 | Borussia Dortmund                            | 3 - 0   | Chakhtar Donetsk | Signal Iduna Park, Dortmund                    |                                                |
| 20h45 CET   | Santana 31e · Götze 37e · Błaszczykowski 59e | (2 - 0) |                  | Spectateurs : 80 645 Arbitrage : Damir Skomina | Spectateurs : 80 645 Arbitrage : Damir Skomina |
| 20h45 CET   | Rapport                                      |         |                  | Spectateurs : 80 645 Arbitrage : Damir Skomina | Spectateurs : 80 645 Arbitrage : Damir Skomina |

| 19 février 2013 | Arsenal      | 1 - 3   | Bayern Munich                         | Emirates Stadium, Londres                          |                                                    |
| 20h45 CET       | Podolski 55e | (0 - 2) | 7e Kroos · 21e Müller · 77e Mandžukić | Spectateurs : 59 974 Arbitrage : Svein Oddvar Moen | Spectateurs : 59 974 Arbitrage : Svein Oddvar Moen |
| 20h45 CET       | Rapport      |         |                                       | Spectateurs : 59 974 Arbitrage : Svein Oddvar Moen | Spectateurs : 59 974 Arbitrage : Svein Oddvar Moen |

| 13 mars 2013 | Bayern Munich | 0 - 2   | Arsenal                   | Allianz Arena, Munich                           |                                                 |
| 20h45 CET    |               | (0 - 1) | 3e Giroud · 85e Koscielny | Spectateurs : 66 000 Arbitrage : Pavel Královec | Spectateurs : 66 000 Arbitrage : Pavel Královec |
| 20h45 CET    | Rapport       |         |                           | Spectateurs : 66 000 Arbitrage : Pavel Královec | Spectateurs : 66 000 Arbitrage : Pavel Královec |

| 19 février 2013 | FC Porto     | 1 - 0   | Málaga CF | Estádio do Dragão, Porto                          |                                                   |
| 20h45 CET       | Moutinho 56e | (0 - 0) |           | Spectateurs : 42 209 Arbitrage : Mark Clattenburg | Spectateurs : 42 209 Arbitrage : Mark Clattenburg |
| 20h45 CET       | Rapport      |         |           | Spectateurs : 42 209 Arbitrage : Mark Clattenburg | Spectateurs : 42 209 Arbitrage : Mark Clattenburg |

| 13 mars 2013 | Málaga CF                 | 2 - 0   | FC Porto        | Stade La Rosaleda, Malaga                       |                                                 |
| 20h45 CET    | Isco 43e · Santa Cruz 77e | (1 - 0) |                 | Spectateurs : 35 000 Arbitrage : Nicola Rizzoli | Spectateurs : 35 000 Arbitrage : Nicola Rizzoli |
| 20h45 CET    |                           | Rapport | 24e, 49e Defour | Spectateurs : 35 000 Arbitrage : Nicola Rizzoli | Spectateurs : 35 000 Arbitrage : Nicola Rizzoli |

| 20 février 2013 | Milan AC                  | 2 - 0   | FC Barcelone | Stade Giuseppe-Meazza, Milan                   |                                                |
| 20h45 CET       | Boateng 58e · Muntari 81e | (0 - 0) |              | Spectateurs : 79 532 Arbitrage : Craig Thomson | Spectateurs : 79 532 Arbitrage : Craig Thomson |
| 20h45 CET       | Rapport                   |         |              | Spectateurs : 79 532 Arbitrage : Craig Thomson | Spectateurs : 79 532 Arbitrage : Craig Thomson |

| 12 mars 2013 | FC Barcelone                          | 4 - 0   | Milan AC | Camp Nou, Barcelone                            |                                                |
| 20h45 CET    | Messi 5e 39e · Villa 55e · Alba 90+2e | (2 - 0) |          | Spectateurs : 94 944 Arbitrage : Viktor Kassai | Spectateurs : 94 944 Arbitrage : Viktor Kassai |
| 20h45 CET    | Rapport                               |         |          | Spectateurs : 94 944 Arbitrage : Viktor Kassai | Spectateurs : 94 944 Arbitrage : Viktor Kassai |

| 20 février 2013 | Galatasaray      | 1 - 1   | Schalke 04 | Türk Telekom Arena, Istanbul                    |                                                 |
| 20h45 CET       | Burak Yılmaz 13e | (1 - 1) | 45e Jones  | Spectateurs : 50 734 Arbitrage : William Collum | Spectateurs : 50 734 Arbitrage : William Collum |
| 20h45 CET       | Rapport          |         |            | Spectateurs : 50 734 Arbitrage : William Collum | Spectateurs : 50 734 Arbitrage : William Collum |

| 12 mars 2013 | Schalke 04                  | 2 - 3   | Galatasaray                             | Veltins-Arena, Gelsenkirchen                    |                                                 |
| 20h45 CET    | Neustädter 17e · Bastos 63e | (1 - 2) | 37e Altıntop · 42e Yılmaz · 90+5e Bulut | Spectateurs : 54 142 Arbitrage : Jonas Eriksson | Spectateurs : 54 142 Arbitrage : Jonas Eriksson |
| 20h45 CET    | Rapport                     |         |                                         | Spectateurs : 54 142 Arbitrage : Jonas Eriksson | Spectateurs : 54 142 Arbitrage : Jonas Eriksson |

### Quarts de finale
| 3 avril 2013 | Málaga CF | 0 - 0   | Borussia Dortmund | Stade La Rosaleda, Malaga                       |                                                 |
| 20h45 CET    |           | (0 - 0) |                   | Spectateurs : 28 548 Arbitrage : Jonas Eriksson | Spectateurs : 28 548 Arbitrage : Jonas Eriksson |
| 20h45 CET    | Rapport   |         |                   | Spectateurs : 28 548 Arbitrage : Jonas Eriksson | Spectateurs : 28 548 Arbitrage : Jonas Eriksson |

| 9 avril 2013 | Borussia Dortmund                            | 3 - 2   | Málaga CF                | Signal Iduna Park, Dortmund                    |                                                |
| 20h45 CET    | Lewandowski 40e · Reus 90+1e · Santana 90+3e | (1 - 1) | 25e Joaquín · 82e Eliseu | Spectateurs : 65 829 Arbitrage : Craig Thomson | Spectateurs : 65 829 Arbitrage : Craig Thomson |
| 20h45 CET    | Rapport                                      |         |                          | Spectateurs : 65 829 Arbitrage : Craig Thomson | Spectateurs : 65 829 Arbitrage : Craig Thomson |

| 2 avril 2013 | Paris Saint-Germain             | 2 - 2   | FC Barcelone                | Parc des Princes, Paris                         |                                                 |
| 20h45 CET    | Ibrahimović 79e · Matuidi 90+4e | (0 - 1) | 38e Messi · 89e (pen.) Xavi | Spectateurs : 45 336 Arbitrage : Wolfgang Stark | Spectateurs : 45 336 Arbitrage : Wolfgang Stark |
| 20h45 CET    | Rapport                         |         |                             | Spectateurs : 45 336 Arbitrage : Wolfgang Stark | Spectateurs : 45 336 Arbitrage : Wolfgang Stark |

| 10 avril 2013 | FC Barcelone | 1 - 1   | Paris Saint-Germain | Camp Nou, Barcelone                            |                                                |
| 20h45 CET     | Pedro 71e    | (0 - 0) | 50e Pastore         | Spectateurs : 96 022 Arbitrage : Björn Kuipers | Spectateurs : 96 022 Arbitrage : Björn Kuipers |
| 20h45 CET     | Rapport      |         |                     | Spectateurs : 96 022 Arbitrage : Björn Kuipers | Spectateurs : 96 022 Arbitrage : Björn Kuipers |

| 3 avril 2013 | Real Madrid                               | 3 - 0   | Galatasaray | Stade Santiago Bernabéu, Madrid                    |                                                    |
| 20h45 CET    | C. Ronaldo 9e · Benzema 29e · Higuaín 73e | (2 - 0) |             | Spectateurs : 76 462 Arbitrage : Svein Oddvar Moen | Spectateurs : 76 462 Arbitrage : Svein Oddvar Moen |
| 20h45 CET    | Rapport                                   |         |             | Spectateurs : 76 462 Arbitrage : Svein Oddvar Moen | Spectateurs : 76 462 Arbitrage : Svein Oddvar Moen |

| 9 avril 2013 | Galatasaray                           | 3 - 2   | Real Madrid         | Türk Telekom Arena, Istanbul                     |                                                  |
| 20h45 CET    | Eboué 57e · Sneijder 70e · Drogba 72e | (0 - 1) | 7e 90+2e C. Ronaldo | Spectateurs : 49 975 Arbitrage : Stéphane Lannoy | Spectateurs : 49 975 Arbitrage : Stéphane Lannoy |
| 20h45 CET    | Rapport                               |         |                     | Spectateurs : 49 975 Arbitrage : Stéphane Lannoy | Spectateurs : 49 975 Arbitrage : Stéphane Lannoy |

| 2 avril 2013 | Bayern Munich          | 2 - 0   | Juventus | Allianz Arena, Munich                             |                                                   |
| 20h45 CET    | Alaba 1re · Müller 63e | (1 - 0) |          | Spectateurs : 68 000 Arbitrage : Mark Clattenburg | Spectateurs : 68 000 Arbitrage : Mark Clattenburg |
| 20h45 CET    | Rapport                |         |          | Spectateurs : 68 000 Arbitrage : Mark Clattenburg | Spectateurs : 68 000 Arbitrage : Mark Clattenburg |

| 10 avril 2013 | Juventus | 0 - 2   | Bayern Munich                 | Juventus Stadium, Turin                                  |                                                          |
| 20h45 CET     |          | (0 - 0) | 64e Mandžukić · 90+2e Pizarro | Spectateurs : 40 283 Arbitrage : Carlos Velasco Carballo | Spectateurs : 40 283 Arbitrage : Carlos Velasco Carballo |
| 20h45 CET     | Rapport  |         |                               | Spectateurs : 40 283 Arbitrage : Carlos Velasco Carballo | Spectateurs : 40 283 Arbitrage : Carlos Velasco Carballo |

### Demi-finales
| 24 avril 2013 | Borussia Dortmund                 | 4 - 1   | Real Madrid    | Signal Iduna Park, Dortmund                    |                                                |
| 20h45 CET     | Lewandowski 8e 50e 55e 67e (pen.) | (1 - 1) | 43e C. Ronaldo | Spectateurs : 65 829 Arbitrage : Björn Kuipers | Spectateurs : 65 829 Arbitrage : Björn Kuipers |
| 20h45 CET     | Rapport                           |         |                | Spectateurs : 65 829 Arbitrage : Björn Kuipers | Spectateurs : 65 829 Arbitrage : Björn Kuipers |

| 30 avril 2013 | Real Madrid             | 2 - 0   | Borussia Dortmund | Stade Santiago Bernabéu, Madrid              |                                              |
| 20h45 CET     | Benzema 82e · Ramos 88e | (0 - 0) |                   | Spectateurs : 79 429 Arbitrage : Howard Webb | Spectateurs : 79 429 Arbitrage : Howard Webb |
| 20h45 CET     | Rapport                 |         |                   | Spectateurs : 79 429 Arbitrage : Howard Webb | Spectateurs : 79 429 Arbitrage : Howard Webb |

| 23 avril 2013 | Bayern Munich                           | 4 - 0   | FC Barcelone | Allianz Arena, Munich                          |                                                |
| 20h45 CET     | Müller 25e 82e · Gómez 49e · Robben 73e | (1 - 0) |              | Spectateurs : 68 000 Arbitrage : Viktor Kassai | Spectateurs : 68 000 Arbitrage : Viktor Kassai |
| 20h45 CET     | Rapport                                 |         |              | Spectateurs : 68 000 Arbitrage : Viktor Kassai | Spectateurs : 68 000 Arbitrage : Viktor Kassai |

| 1er mai 2013 | FC Barcelone | 0 - 3   | Bayern Munich                             | Camp Nou, Barcelone                            |                                                |
| 20h45 CET    |              | (0 - 0) | 48e Robben · 72e (csc) Piqué · 76e Müller | Spectateurs : 96 636 Arbitrage : Damir Skomina | Spectateurs : 96 636 Arbitrage : Damir Skomina |
| 20h45 CET    | Rapport      |         |                                           | Spectateurs : 96 636 Arbitrage : Damir Skomina | Spectateurs : 96 636 Arbitrage : Damir Skomina |

### Finale
| ·             |                      |       |
| Titulaires :  |                      |       |
|               |                      |       |
| 1             | Roman Weidenfeller   |       |
| 26            | Łukasz Piszczek      |       |
| 4             | Neven Subotić        |       |
| 15            | Mats Hummels         |       |
| 29            | Marcel Schmelzer     |       |
| 6             | Sven Bender          | 90+2e |
| 8             | Ilkay Gündogan       |       |
| 16            | Jakub Błaszczykowski | 90e   |
| 11            | Marco Reus           |       |
| 19            | Kevin Großkreutz     |       |
| 9             | Robert Lewandowski   |       |
|               |                      |       |
| Remplaçants : |                      |       |
| 20            | Mitchell Langerak    |       |
| 27            | Felipe Santana       |       |
| 21            | Oliver Kirch         |       |
| 5             | Sebastian Kehl       |       |
| 7             | Moritz Leitner       |       |
| 18            | Nuri Şahin           | 90+2e |
| 23            | Julian Schieber      | 90e   |
|               |                      |       |
| Entraîneur :  |                      |       |
| Jürgen Klopp  |                      |       |

| ·             |                        |       |
| Titulaires :  |                        |       |
|               |                        |       |
| 1             | Manuel Neuer           |       |
| 21            | Philipp Lahm           |       |
| 17            | Jérôme Boateng         |       |
| 4             | Dante                  |       |
| 27            | David Alaba            |       |
| 8             | Javi Martínez          |       |
| 31            | Bastian Schweinsteiger |       |
| 10            | Arjen Robben           |       |
| 25            | Thomas Müller          |       |
| 7             | Franck Ribéry          | 90+1e |
| 9             | Mario Mandžukić        | 90+4e |
|               |                        |       |
| Remplaçants : |                        |       |
| 22            | Tom Starke             |       |
| 5             | Daniel Van Buyten      |       |
| 11            | Xherdan Shaqiri        |       |
| 30            | Luiz Gustavo           | 90+1e |
| 44            | Anatoly Timochtchouk   |       |
| 14            | Claudio Pizarro        |       |
| 33            | Mario Gómez            | 90+4e |
|               |                        |       |
| Entraîneur :  |                        |       |
| Jupp Heynckes |                        |       |

| ·             |                      |       |
| Titulaires :  |                      |       |
|               |                      |       |
| 1             | Roman Weidenfeller   |       |
| 26            | Łukasz Piszczek      |       |
| 4             | Neven Subotić        |       |
| 15            | Mats Hummels         |       |
| 29            | Marcel Schmelzer     |       |
| 6             | Sven Bender          | 90+2e |
| 8             | Ilkay Gündogan       |       |
| 16            | Jakub Błaszczykowski | 90e   |
| 11            | Marco Reus           |       |
| 19            | Kevin Großkreutz     |       |
| 9             | Robert Lewandowski   |       |
|               |                      |       |
| Remplaçants : |                      |       |
| 20            | Mitchell Langerak    |       |
| 27            | Felipe Santana       |       |
| 21            | Oliver Kirch         |       |
| 5             | Sebastian Kehl       |       |
| 7             | Moritz Leitner       |       |
| 18            | Nuri Şahin           | 90+2e |
| 23            | Julian Schieber      | 90e   |
|               |                      |       |
| Entraîneur :  |                      |       |
| Jürgen Klopp  |                      |       |

| ·             |                        |       |
| Titulaires :  |                        |       |
|               |                        |       |
| 1             | Manuel Neuer           |       |
| 21            | Philipp Lahm           |       |
| 17            | Jérôme Boateng         |       |
| 4             | Dante                  |       |
| 27            | David Alaba            |       |
| 8             | Javi Martínez          |       |
| 31            | Bastian Schweinsteiger |       |
| 10            | Arjen Robben           |       |
| 25            | Thomas Müller          |       |
| 7             | Franck Ribéry          | 90+1e |
| 9             | Mario Mandžukić        | 90+4e |
|               |                        |       |
| Remplaçants : |                        |       |
| 22            | Tom Starke             |       |
| 5             | Daniel Van Buyten      |       |
| 11            | Xherdan Shaqiri        |       |
| 30            | Luiz Gustavo           | 90+1e |
| 44            | Anatoly Timochtchouk   |       |
| 14            | Claudio Pizarro        |       |
| 33            | Mario Gómez            | 90+4e |
|               |                        |       |
| Entraîneur :  |                        |       |
| Jupp Heynckes |                        |       |

| Homme du match UEFA Arjen Robben Arbitres assistants Renato Faverani Andrea Stefani Quatrième arbitre Damir Skomina Arbitres réserve Gianluca Rocchi Paolo Tagliavento |